# Technischer Industriemanager
Geprüfter Technischer Industriemanager ist ein Aufstiegsfortbildungsabschluss des Deutschen Industrie- und Handelskammertags (DIHK), der staatlich anerkannt und geschützt ist. Er gehört wie der Geprüfte Technische Betriebswirt, der Geprüfte Betriebswirt und der Geprüfte Berufspädagoge zur dritten Stufe des IHK-Aufstiegsfortbildungssystems.

## Beschreibung
Technische Industriemanager verfügen über Kompetenzen für die Bereiche Management, Betriebsführung, Instandhaltung, technischer Vertrieb, Inbetriebnahme, Entwicklung und Prozessmanagement. Sie positionieren die Geschäftsfelder eines Unternehmens unter Berücksichtigung technologischer Entwicklungen strategisch dauerhaft am Markt und entwickeln sie weiter. Sie erarbeiten technische Lösungen in den Bereichen Konstruktion, Fertigung, Montage, Instandhaltung und Services und übernehmen technologische Beratungsaufgaben. Sie analysieren produktspezifische Projekt- und Prozessstrukturen.
Die Weiterbildung zum Technischen Industriemanager ist eine technikorientierte Alternative zum stärker auf Managementaufgaben ausgerichteten Technischen Betriebswirt.

## Lerninhalt der Weiterbildung

### A) Technik und Produktionsprozesse
1. Angewandte technische Mathematik, technische Mechanik und Konzepte und Anwendungen betrieblicher IT-Systeme
1.1. Angewandte technische Mathematik:
Algebraische Grundlagen – Boolesche Algebra – Lineare Algebra – Komplexe Zahlen – Analysis von Funktionen in einer reellen Veränderlichen – Integralrechnung
1.2. Physik:
Messen und Maßeinheiten – Kinematik und Dynamik – Arbeit, Energie und Leistung – Rotation von Massenpunktsystemen -Festigkeitslehre – Mechanische Schwingungen – Wellen
1.3. Konzepte und Anwendungen betrieblicher IT-Systeme:
Informationssysteme – IT-Infrastrukturkomponenten und Entwicklungstrends – Kommunikationssysteme, Internet, World Wide Web und Web 2.0-Electronic Commerce – Wissensmanagementsysteme -
Informationsmanagement – IT-Sicherheit
2. Automatisierungstechnik/ Elektrotechnik
2.1. Elektrotechnik:
Grundlagen der Elektrotechnik – Elektrische Antriebe und Maschinen – Energieversorgung – Energiemanagement
2.2. Automatisierungstechnik:
Computergestützte Systeme – CIM-Systeme – Steuerungs- und Regelungssysteme – Prozessmesstechnik – Schnittstellen/ Steuerungssysteme
2.3. Maschinentechnik:
Maschinentechnik – Strömungsmechanik – Fertigungstechnik – Pneumatik und Hydraulik -Leichtbautechnologie – Qualitätsmanagement,
3. Werkstofftechnik
3.1. Werkstoffgruppen:
Werkstoffe und Anwendungsgebiete – Werkstoffgruppen – Eigenschaften von Werkstoffen
3.2. Metallische und nichtmetallische Werkstoffe:
Eisenwerkstoffe – Nichteisenmetalle – Kunststoffe – Keramik – Verbundwerkstoffe – Leichtbauwerkstoffe und Faserverbundstoffe – Prüfverfahren

### B) Betriebsorganisation und Prozessmanagement
1. Produkte definieren und entwickeln:
Auftragsarten – Produktentstehung – Auftragsunterlagen – Angewandtes Projektmanagement – Projektorganisation – Beauftragung – Realisierung – Pflichtenheft – Verifizierung
2. Finanzierung und Investition:
Geschäftsplan – Finanzierung – Investition – Auswirkung der Finanzierungen
3. Prozessfaktoren steuern und optimieren:
Prozessmanagement – Organisationsentwicklung – Prozesse planen und modellieren -Prozessumsetzung -Prozessüberwachung -Prozessdokumentation
4. Personal planen, strategisch führen, entwickeln und qualifizieren:
Gezielte Personalanwerbung – Systematischer Personaleinsatz – Strategische Personalführung -Interkulturelle Kompetenz
5. Produzieren und optimieren:
Produktionssysteme – Materialfluss – Produktionsprozesse – Optimierungspotenziale entdecken
6. Integrierte Managementsysteme und Verbesserungspotentiale:
Qualitäts-, umwelt- und sicherheitsbewusstes Handeln – Operative Planung – Integrierte Managementsystem im Unternehmen
7. Logistikketten und Service:
Logistische Zusammenhänge – Logistikketten – After-Sales-Management
8. Demontage und Recycling:
Recyclingstrategien – Optimierung der Recyclingfähigkeit von Produkten – Praktische Recyclingverfahren

### C) Projektarbeit
Technische Industriemanager legen eine Projektarbeit als schriftlicher Hausarbeit vor. Hier verknüpfen sie technische Fähigkeiten mit Weiterbildungsinhalten. Außerdem gibt es ein Fachgespräch zu dem in der Projektarbeit bearbeiteten Thema.

## Zulassungsvoraussetzung
Eine mit Erfolg abgelegte Prüfung zum Industriemeister oder eine vergleichbare technische Meisterprüfung oder eine mit Erfolg abgelegte staatlich anerkannte Prüfung zum Techniker
oder
eine mit Erfolg abgelegte Prüfung zum Geprüften Technischen Fachwirt (IHK)
oder
ein mit Erfolg abgelegtes technisches Hochschulstudium mit mindestens zweijähriger einschlägiger beruflicher Praxis

## Fortbildungsdauer
Es besteht keine Pflicht, einen Vorbereitungskurs zu besuchen. Die Stundenempfehlung der bayrischen IHKn beträgt 1088 Unterrichtsstunden. Kurse dauern in Vollzeit etwa ein Jahr, in Teilzeit bis zu 30 Monate.

## Qualifikationsniveau
Der DQR ordnet den technischen Industriemanager auf der Stufe 7 ein und bewertet den Abschluss hinsichtlich seines Anspruchsniveaus damit als gleichwertig zum Master.
Der DQR hat nur orientierenden Charakter und beeinflusst keine Hochschulzugangsregelungen. Exemplarisch bewertet die Universität Oldenburg vergleichbare Abschlüsse im Verbund mit ihren vorausgesetzten Abschlüssen insgesamt als bis zu dreisemestriges berufsbegleitendes Bachelor-Teilstudium.

## Weiterbildung
Der Strategische Professional ist derzeit die oberste Stufe des IHK-Aufstiegsfortbildungssystems und eine Weiterqualifizierung bei der IHK daher derzeit nicht verfügbar. Der deutsche Qualifikationsrahmen sieht ausdrücklich die Kompetenz zur „Entwicklung innovativer Lösungen und Verfahren in einem beruflichen Tätigkeitsfeld“ als Alternative zur Promotion vor und als gleichwertig zu dieser an, die IHKen bieten jedoch im Aufstiegsfortbildungssystem einen solchen „Technisch-innovativen Industriemanager“ derzeit nicht an.
Analog zum Technischen Fachwirt wird der Technische Industriemanager lediglich als allgemeine Hochschulzugangsberechtigung anerkannt. Somit ist eine Bewerbung auf ein Promotionsstudium oder auch in einen normalen Masterstudiengang nicht möglich, sondern nur der Einstieg in ein grundständiges Studium. Eine Anrechnung des technischen Industriemanagers erfolgt dabei individuell durch die Hochschulen.
Eine Ausnahme sind Masterstudiengänge der IHK Akademie Westerham in Zusammenarbeit mit der Donau-Universität Krems, die sich speziell an Absolventinnen und Absolventen auf der Weiterbildungsebene IHK Betriebswirt bzw. technischer Betriebswirt und Operative IT Professionals richten und die als Universitätslehrgänge durchgeführt werden. Das Studium endet mit dem Abschluss Master of Science (MSc) – Management und IT, bzw. Master of Business Administration (MBA), ermöglicht jedoch nicht den Einstieg in die Beamtenlaufbahn des höheren Dienstes.